# Il borgomastro di Saardam
Il borgomastro di Saardam (deutsch: Der Bürgermeister von Saardam) ist eine Opera buffa (Originalbezeichnung: „melodramma giocoso“) in zwei Akten mit Musik von Gaetano Donizetti auf ein Textbuch von Domenico Gilardoni nach dem Schauspiel Le bourgmestre de Saardam ou Les deux Pierre von Mélesville, Jean-Toussaint Merle und Eugène Cantiran de Boirie (1818). Sie wurde am 19. August 1827 im Teatro del Fondo in Neapel uraufgeführt.

## Handlung

### Historische Grundlage
Im Jahr 1697 reiste Zar Peter der Große inkognito nach Zaandam (Saardam), um dort den niederländischen Schiffsbau in Augenschein zu nehmen. Er mietete ein kleines Haus, aber seine Pseudonymität wurde bald entdeckt und er musste nach Amsterdam übersiedeln. Im Jahr 1703 gründete er die Stadt Sankt Petersburg. 1717 reiste er neuerlich nach Holland und besuchte auch Zaandam wieder.

### Inhalt der Oper
Verkleidet als Pietro Mikailoff arbeitet Peter als einfacher Zimmermann auf der Werft in Saardam. Er ist ein Freund von Pietro Flimann geworden, der auch Russe ist, aber aus der Armee geflohen ist, um stattdessen als Tischler zu arbeiten. Flimann hat sich in die Tochter Marietta des Saardamer Bürgermeisters verliebt, aber sein niedriger Status nimmt ihm die Hoffnung, sie heiraten zu dürfen, obwohl Mikailoff ihm versprochen hat, zu helfen. Dem Bürgermeister wird mitgeteilt, dass der russische Zar inkognito auf der Werft arbeite und er will ihn dort antreffen. Als er von den beiden Russen, die Pietro heißen, verschiedene Antworten erhält, fragt er sich, ob er zwei Zaren am Hals hat. Ein Beamter aus Russland kommt an und ruft den Zaren zu seinen Diensten zurück. Bevor er geht, befördert er Flimann und beseitigt damit alle Hindernisse für dessen bevorstehende Hochzeit mit Marietta.

## Gestaltung
Die Oper besteht aus einer „mäandernden“ Ouvertüre und einer Abfolge von durch Secco-Rezitative getrennten Musiknummern, die größtenteils konventionell gehalten sind. Charles Osborne bezeichnete insbesondere Mariettas Cavatine („Lungi da te, mio bene“) und Cabaletta („In seno al contento“) im ersten Akt als „attraktiv“. Die Auftrittsarie des Bürgermeisters („Fate largo al Borgomastro“) verwende „Routine-Buffo-Material“, das Trio von Timoteo Spaccafronna (Wambett), dem Zaren und Pietro sei „ziemlich lebhaft“ und das Finale des ersten Akts „kompensiere zumindest im Tempo, was ihm an melodischer Frische fehle“. Das Orchestervorspiel des zweiten Akts sei ein Plagiat der Auftrittsszene Almavivas aus Rossinis Il barbiere di Siviglia. Weiters sei die Arie des Zaren („Va, e la nave“) „etwas individueller“ und das Duett Marietta/Borgomastro sei der Situation „erfreulich angemessen“.

## Werkgeschichte

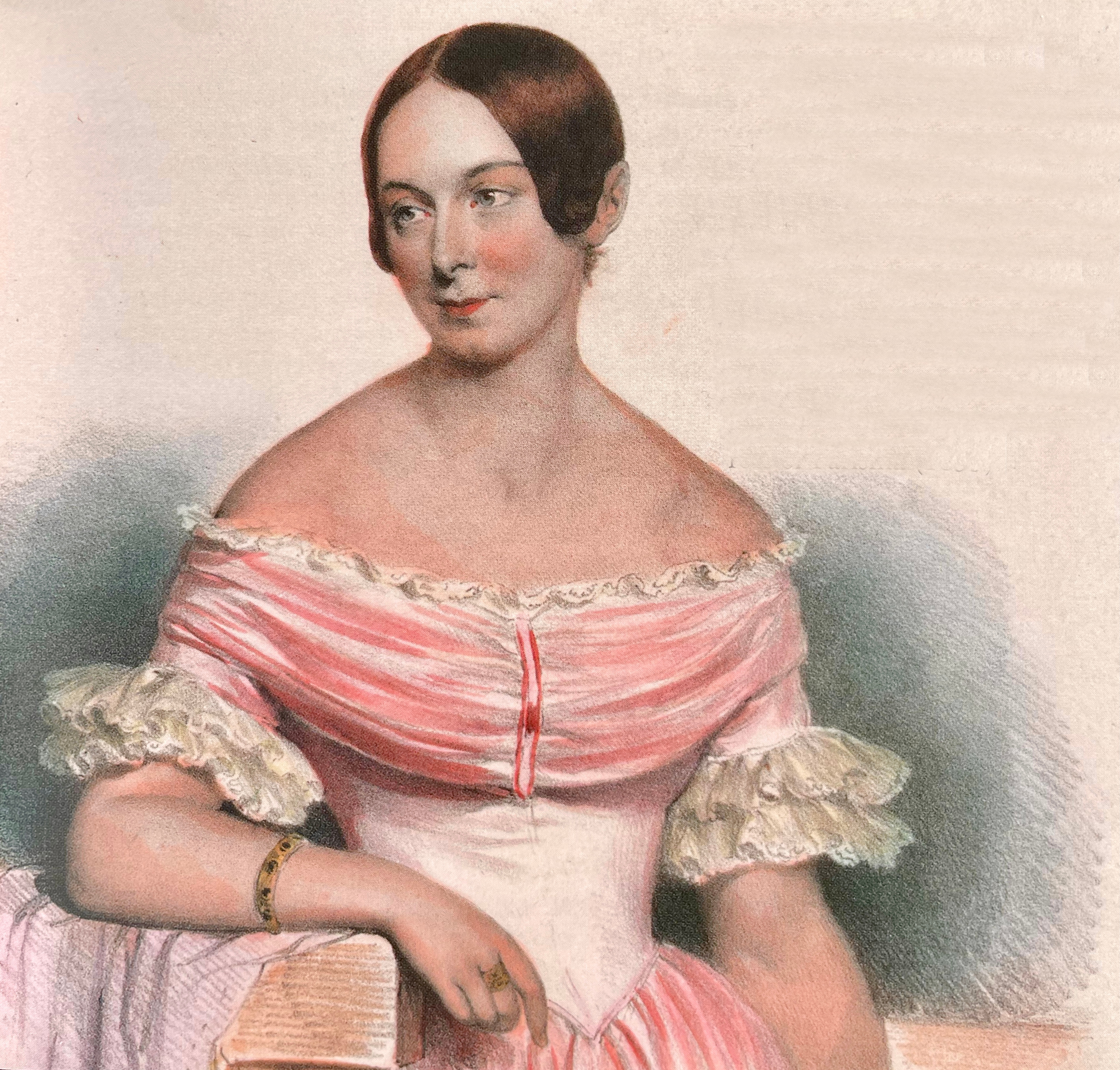
Caroline Unger, die Sängerin der Marietta in der Uraufführung 1827

Personenverzeichnis des Librettos, Mailand 1828

Donizetti komponierte seine Opera buffa Il borgomastro di Saardam im Sommer 1827. Das Libretto stammt von Domenico Gilardoni. Es basiert auf dem Schauspiel Le bourgmestre de Saardam ou Les deux Pierre von Mélesville, Jean-Toussaint Merle und Eugène Cantiran de Boirie (1818), das später auch zur Grundlage von Albert Lortzings Oper Zar und Zimmermann (1837) wurde. Mit der Figur des Zaren hatte sich Donizetti bereits 1819 in seiner Oper Il falegname di Livonia beschäftigt.
Die Uraufführung fand nur drei Monate nach Donizettis Vorgängeroper Otto mesi in due ore statt. Die Handschrift der Partitur weist deutliche Zeichen der Hast, mit der sie komponiert wurde, auf. Diese Eile ist auch in den häufig vorhersehbaren und auf Sequenzen basierenden Melodien erkennbar.:301f
Die Uraufführung fand am 19. August 1827 im Teatro del Fondo in Neapel statt. Die Rolle der Marietta konzipierte Donizetti für die Wiener Sopranistin Caroline Unger. Die weiteren Sänger waren Celestino Salvatori (Lo Czar), Berardo Calvari Winter (Pietro Flimann), Carlo oder Raffaele Casaccia (Timoteo Spaccafronna), Almerinda Manzocchi (Carlotta), Giovanni Pace (Leforte), Gaetano Chizzola (Ali Mahmed) und Signor Capranica (Beamter).:542 Die Oper wurde vom Publikum zunächst nur mäßig aufgenommen. Der Zuspruch steigerte sich jedoch im Laufe des Jahres stetig. Im Februar 1828 schrieb Donizetti seinem Lehrer Johann Simon Mayr, dass sich das Werk nach mehr als 35 Aufführungen immer noch im Repertoire befinde.
Im Januar 1828 wurde die Oper im Teatro alla Scala in Mailand gespielt – erneut mit Caroline Unger als Marietta, aber ansonsten mit einer mittelmäßigen Besetzung. Diese Produktion war ein so großer Misserfolg, dass sie nach nur einer Aufführung abgesetzt wurde. Vincenzo Bellini schrieb nach der Generalprobe (der er selbst nicht beigewohnt hatte) dem befreundeten Musikhistoriker und Komponisten Francesco Florimo, dass im ersten Akt nichts und im zweiten allenfalls ein Duett gefallen möge, aber das Werk als Ganzes ein Fiasko sein werde.:44 Das Gleiche wiederholte sich fünf Monate später in Rom. Weitere Produktionen gab es 1829 im Teatre de la Santa Creu in Barcelona, im Herbst 1833 im Teatro Carignano in Turin, 1836 in Wien, 1837 in Berlin und 1839 in Budapest. Anschließend geriet das Werk in Vergessenheit.
In neuerer Zeit wurde es erst im Mai 1973 in Zaandam wieder gespielt. Es gab insgesamt neun Aufführungen unter der Leitung von Jan Schaap. Ein Mitschnitt wurde auf Tonträger veröffentlicht.
Im Februar 2003 gab es an der Hamburger Kammeroper im Allee-Theater eine Neuproduktion in einer Inszenierung von Michael Leinert.
2017 wurde Il borgomastro di Saardam beim Donizetti-Festival in Bergamo gespielt. Hierfür erstellte Alberto Sonzogni eine kritische Ausgabe der Partitur auf Basis des Mailänder Manuskripts.

## Aufnahmen
- 1973 – Jan Schaap (Dirigent), Orchester und Chor der Orchester der Zaandam Opera.
 Pieter van den Berg (Lo Czar), Philip Langridge (Pietro Flimann), Renato Capecchi (Bürgermeister), Ans Philippo (Marietta), Let Kiel (Carlotta), Peter Lehmann Bedford (Leforte), Nico Boer (Ali Mahmed).
 Live aus Zaanstad.
 Raritas LP: (2 LP), IOR CD: LO 7721-22, MYTO CD: MCD 991.202[7]
- November 2017 – Roberto Rizzi Brignoli (Dirigent), Davide Ferrario (Regie), Orchester und Chor der Donizetti Opera.
 Giorgio Caoduro (Lo Czar), Juan Francisco Gatell (Pietro Flimann), Andrea Concetti (Bürgermeister), Irina Dubrovskaya (Marietta), Aya Wakizono (Carlotta), Pietro Di Bianco (Leforte), Pasquale Scircoli (Ali Mahmed), Alessandro Ravasio (Beamter).
 Auch Video; live vom Festival Donizetti Opera aus dem Teatro Sociale in Bergamo.
 Dynamic CDS 781202, DVD 37812, BR 57812.[8][9]